# Mychajliwka (hromada Nowa Odesa)
Mychajliwka (ukr. Михайлівка) – wieś na Ukrainie, w obwodzie mikołajowskim, w rejonie mikołajowskim, w hromadzie Nowa Odesa. W 2001 liczyła 486 mieszkańców.